# Apocheima hispidaria
Apocheima hispidaria là một loài bướm đêm trong họ Geometridae. Nó sinh sống ở Tây Ban Nha qua Trung Âu đến Nga. Ở phía bắc, nó phân bố đến tận phía nam Thụy Điển. Ở phía nam, nó được tìm thấy ở khắp bán đảo Balkan (trừ Hy Lạp) đến tận Biển Đen.
Sải cánh dài 28–35 mm. Con đực trưởng thành có màu sắc đa dạng, với vài cá thể có dải giữa đậm hơn, còn các con khác thì có màu đồng nhất. Con cái không có cánh. Con trưởng thành bay từ giữa tháng 3 đến giữa tháng 5.
Ấu trùng ăn các loài Quercus robur, Salix aurita, Carpinus betulus, Prunus spinosa, Prunus avium và Malus domestica. Ấu trùng có thể tìm thấy từ tháng 5 đến tháng 7.

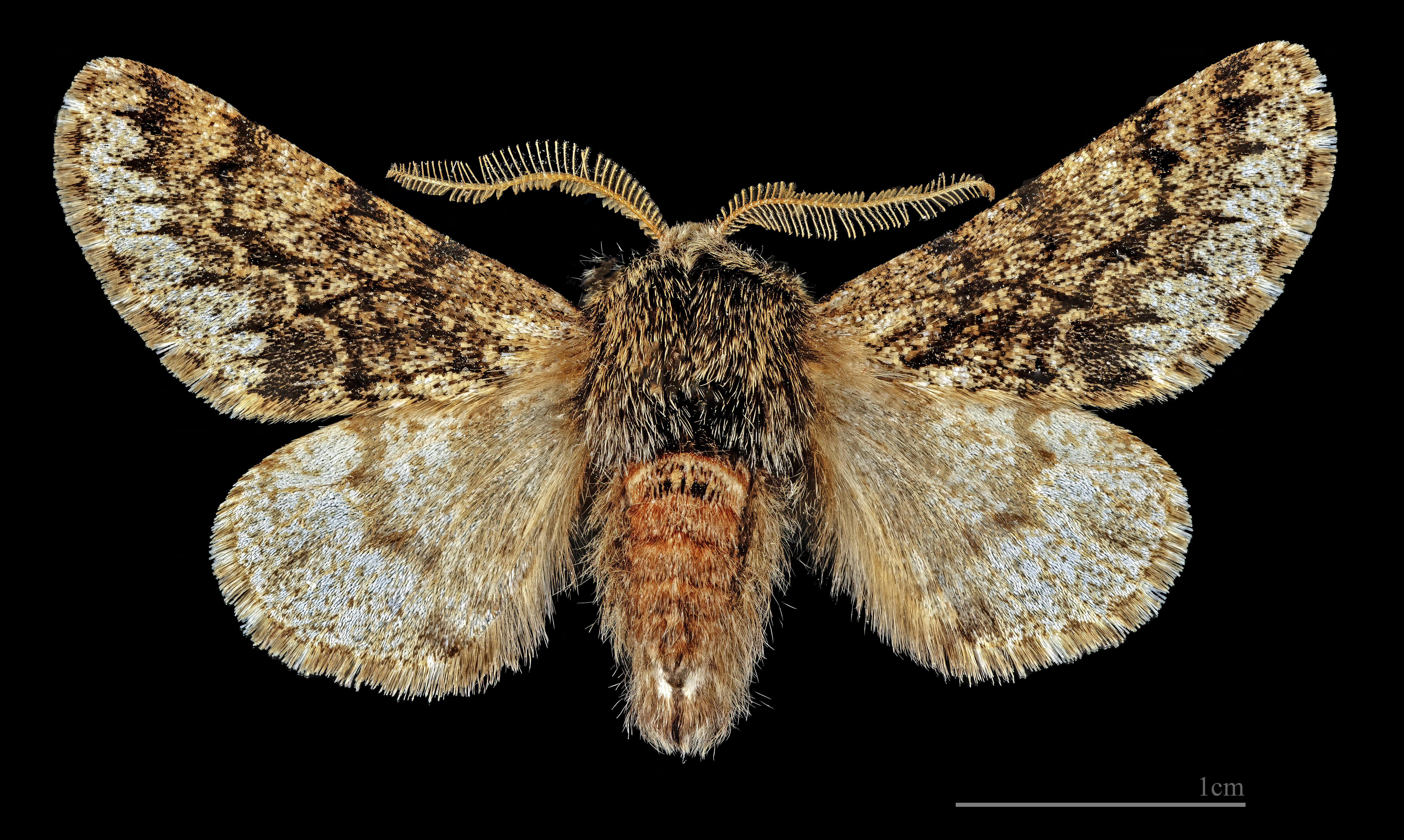
Apocheima hispidaria hispidaria  ♂
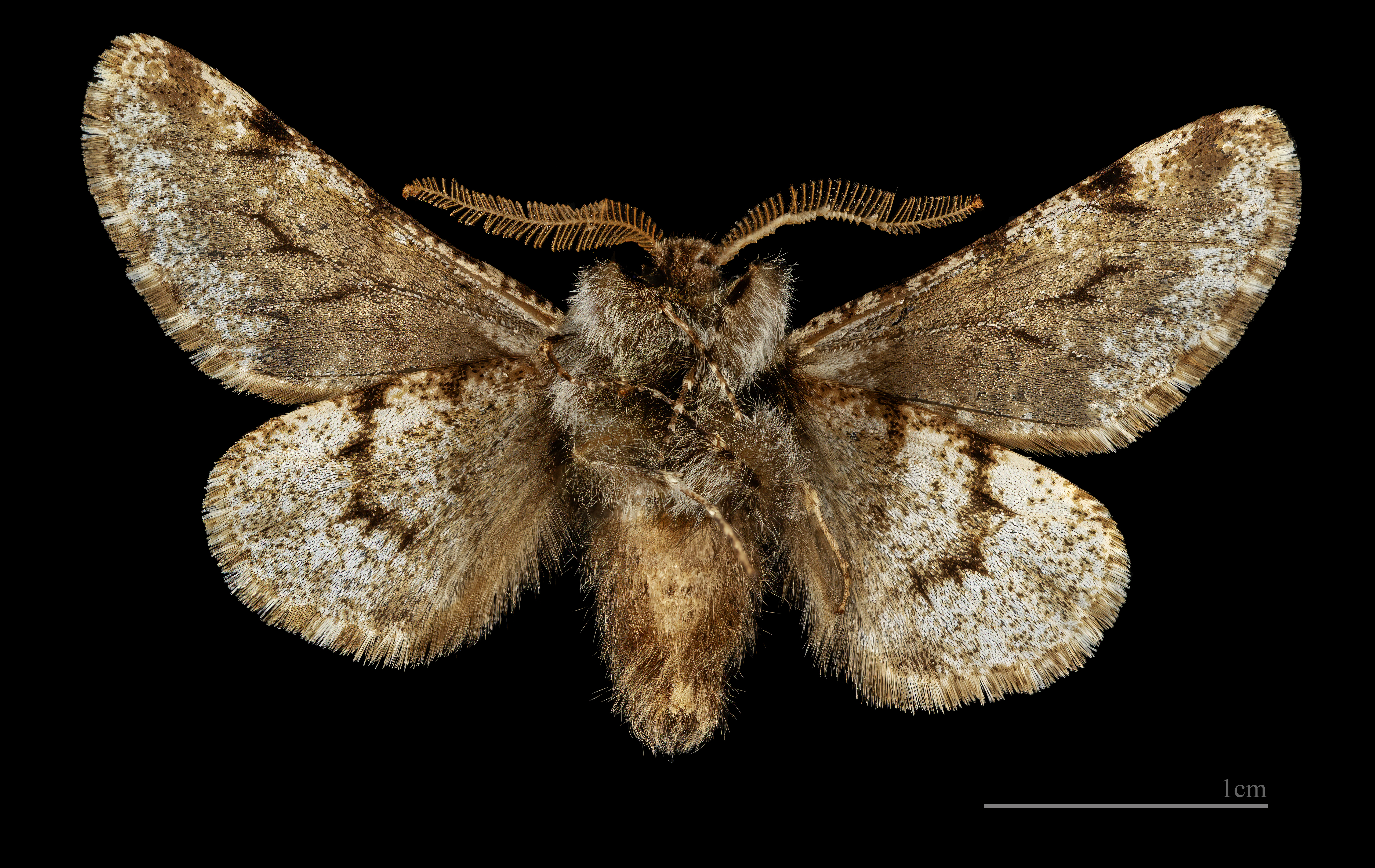
Apocheima hispidaria hispidaria ♂ △
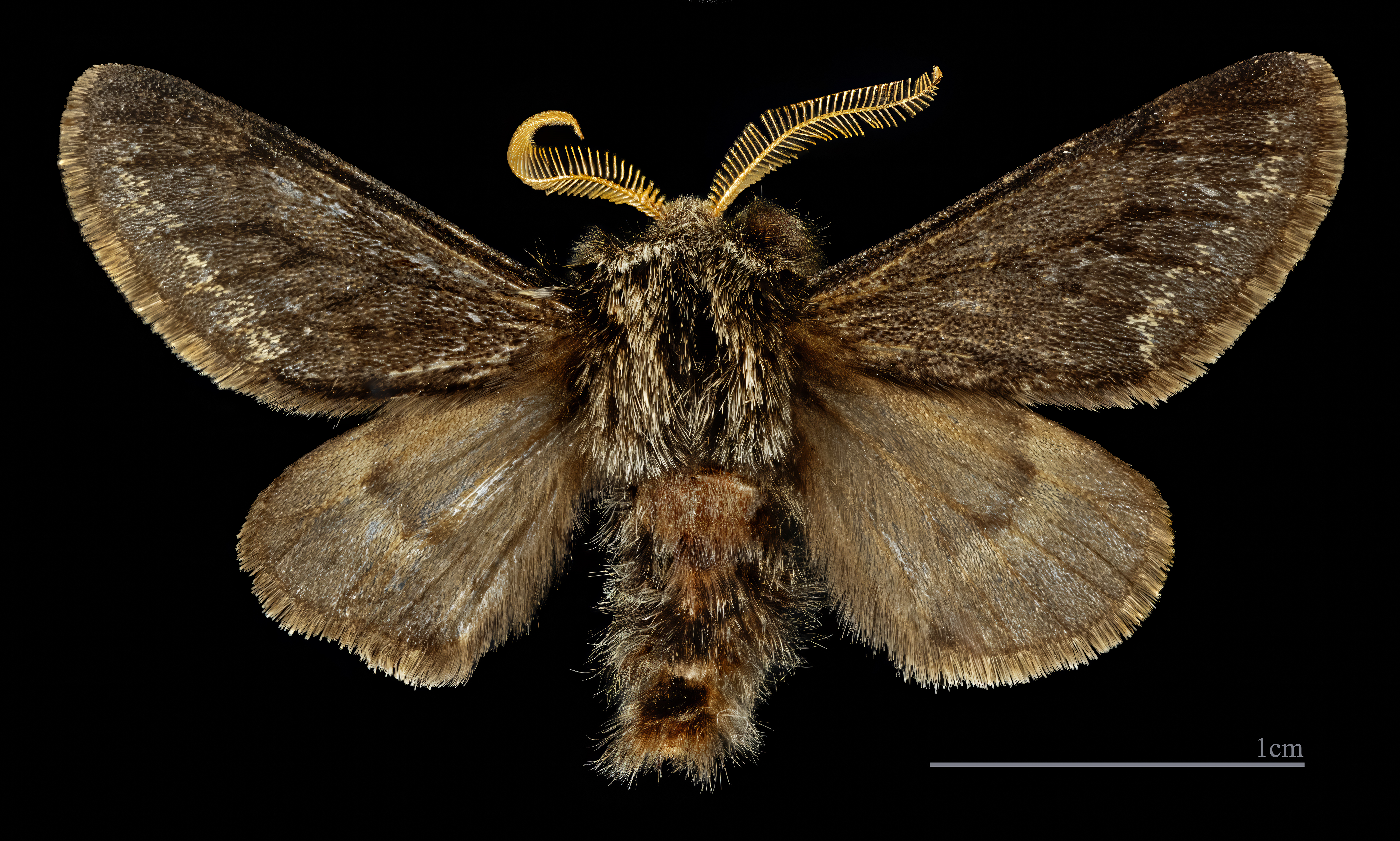
Apocheima hispidaria f. Obscura ♂
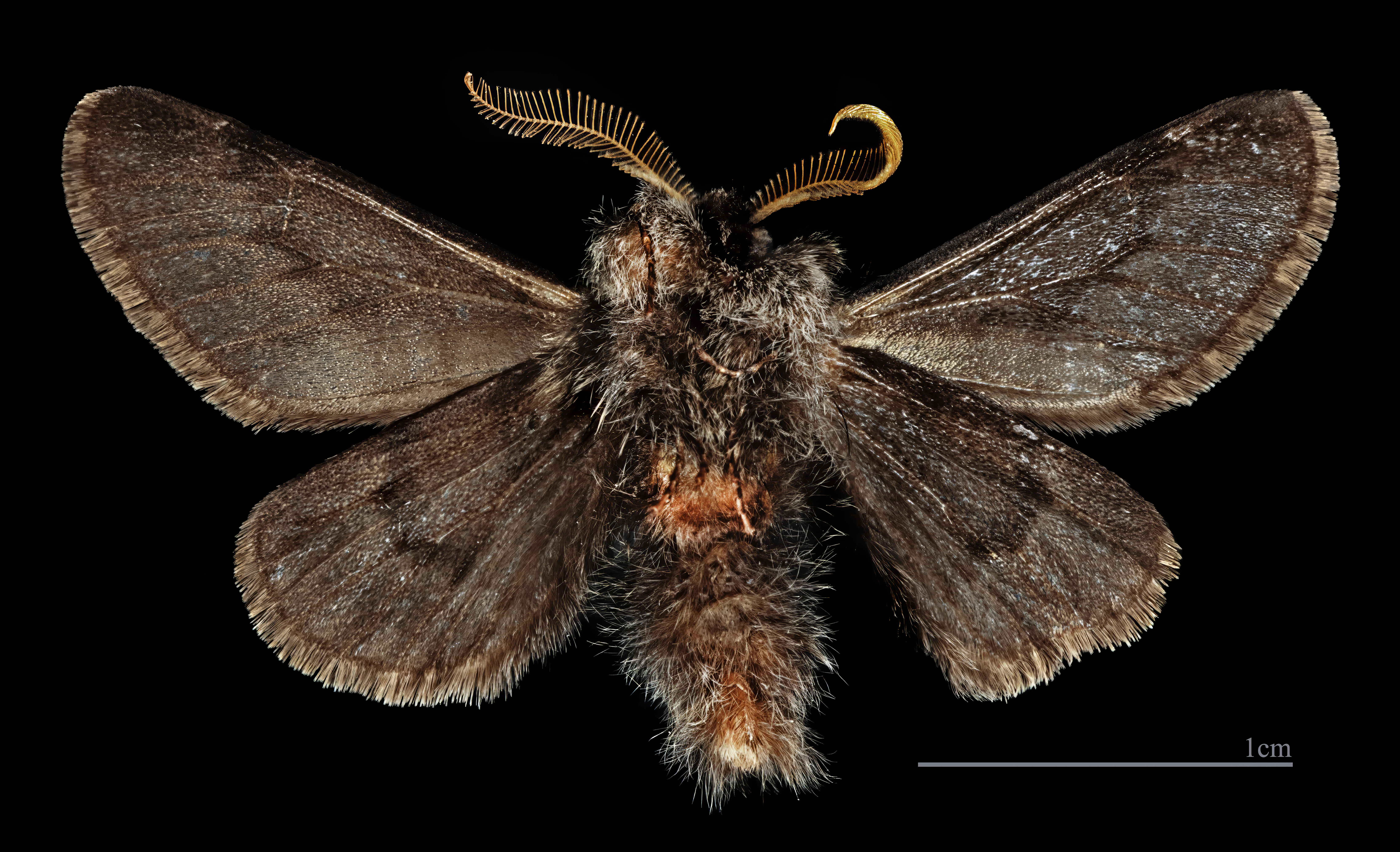
Apocheima hispidaria f. Obscura  ♂ △

## Phụ loài
- Apocheima hispidaria hispidaria
- Apocheima hispidaria cottei (Oberthür, 1913)
- Apocheima hispidaria popovi Vojnitz, 1972
- Apocheima hispidaria orientis (Wehrli, 1940)

## Hình ảnh

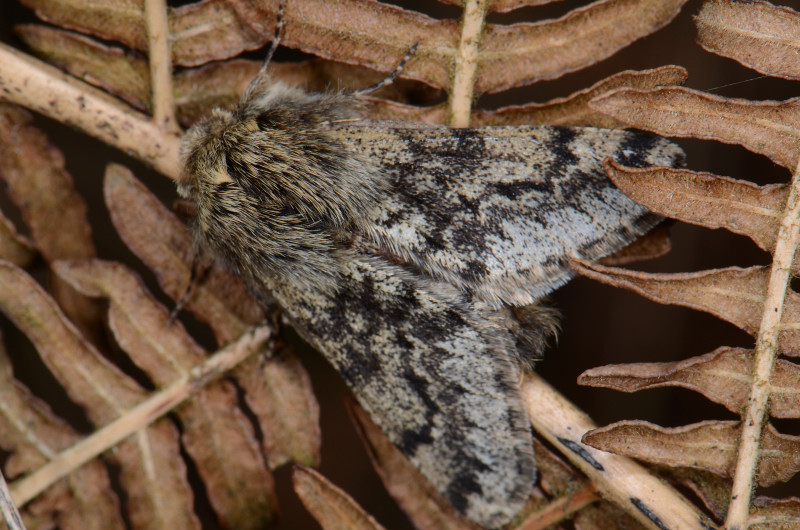
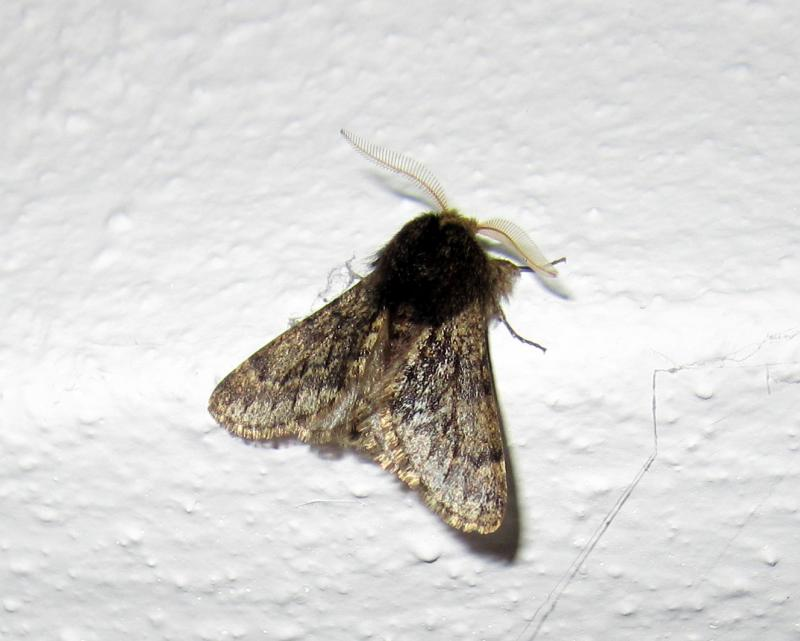
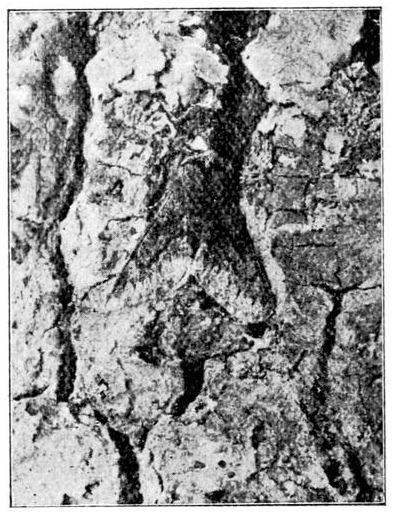